# Esaias Heidenreich
Esaias Heidenreich (10. dubna 1532, Lemberk ve Slezsku – 26. dubna 1589, Vratislav) byl slezský luterský teolog, spisovatel, kazatel a pedagog.
Od roku 1568 byl kazatelem při kostele svaté Alžběty ve Vratislavi a učitelem na vratislavském Alžbětinském gymnáziu.
Je autorem několika sbírek kázání, z nichž za zvláštní zmínku stojí Zwölff Türcken Predigten über den Neun und Siebentzigen Psalm (1582).